# Quận Decatur, Kansas
Quận Decatur là một quận thuộc tiểu bang Kansas, Hoa Kỳ.
Quận này được đặt tên theo Stephen Decatur, Jr.. Theo điều tra dân số của Cục điều tra dân số Hoa Kỳ năm 2000, quận có dân số 3210 người. Quận lỵ đóng ở Oberlin.6
Quận được lập ngày 20/3/1873 và được tổ chức ngày 15/12/1879.